# 馬斯科特 (內布拉斯加州)
馬斯科特（英語：Mascot）是位於美國內布拉斯加州哈倫縣的非建制地區。

## 歷史
馬斯科特的郵局於1886年設立，其後於1954年停運。

## 地理
馬斯科特所處的海拔為高於海平面651米（即2136英呎），而該地所採用的時區為UTC-6，即北美中部时区（CST）。同時該地設有夏令時間，為UTC-6調快一小時，即UTC-5（CDT）。